# Λ点

比熱容和不同溫度的圖

λ點是氦從一般流體氦(I)相變到超流體氦(II)的溫度，在1标准大气压下約為2.17 K。氦（I）和氦（II）可以共存的最低壓力是在He氣體−He(I)−He(II)的三相点，是在2.1768 K（−270.9732 °C）及5.048 kPa（0.04982 atm），是該溫度下的飽和蒸氣壓（若在氣封的容器內，純氦氣會在液體表面形成熱平衡）。氦(I)和氦(II)可以共存的最高壓力是立方晶系氦固體−He(I)−He(II)的三相点，位在1.762 K（−271.388 °C）, 29.725 atm（3,011.9 kPa）。
λ點的名稱是因為在上述溫度範圍內描繪比熱容和溫度的圖時（在上述的壓力下，例如一大氣壓力），會出現希腊文的字母λ。當溫度接近λ點時，其比熱容會到達其峰值，只有在零重力時才能準確量測到可以說明比熱容發散的臨界指數（為了要讓流體在一體積內的密度是均勻的）。曾在1992年太空船的酬載中量過比λ點低2 nK時的熱容。
熱容的圖上有出現峰值，而附近的斜率很大，但在該點的值不會趨近無限大，在形變點前後的值都是有限值。熱容在峰值附近的行為可以用{\displaystyle C\approx A_{\pm }t^{-\alpha }+B_{\pm }}公式表示，其中{\displaystyle t=|1-T/T_{c}|}是對比溫度（reduced temperature），{\displaystyle T_{c}}是Λ点溫度，{\displaystyle A_{\pm },B_{\pm }}是常數（在形變點前和形變點後各有一組值），α為临界指数：{\displaystyle \alpha =-0.0127(3)}。因為在超流體相變時，該指數為負，因此比熱仍為有限值
临界指数α的實際值和最精準的理論判定技術所得值之間，仍有很大的差異，這些技術包括高溫膨脹技術、蒙地卡羅方法以及Conformal bootstrapping。

## 外部連結
- What is superfluidity?